# Pino Secco
Il Pino Secco (in dialetto locale Lu pino sicco), è una località di Nocera Inferiore, fa parte dei quartieri Capocasale e Storico.

## Geografia
Comprende le aree di via Grimaldi, via Giordano, via Gabola e via Libroia, comprendendo oltre la località omonima, quella di Santa Chiara (insieme a parte del colle di San Pantaleone). Confina coi rioni Marrata e Casale Nuovo, oltre che col comune di Pagani.

## Storia

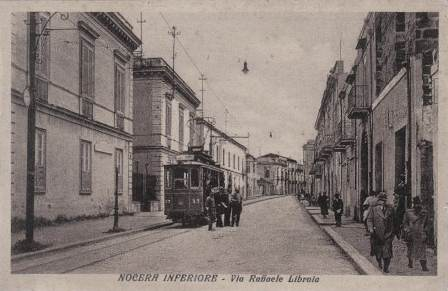
Via Libroia nei primi del '900

Formatosi parallelamente al corso vecchio, è stata a lungo una vasta area rurale divisa fra le Universitas dei Tre Casali e Sperandei.
Localmente, il toponimo dell'area è legato ad un alquanto controverso aneddoto, legato all'assedio di Papa Urbano VI da parte di Carlo di Durazzo: secondo l'aneddoto le truppe reali giurarono al Pontefice di impiccarlo ad un grande pino fuori le mura della città (presumibilmente proprio in questa zona) una volta espugnato il castello dove si era rifugiato. Fuggito il Papa, il suddetto pino si sarebbe seccato istantaneamente. La zona vide la formazione dei casali lungo il corso vecchio. Nel XIII secolo alcuni seguaci di Francesco d'Assisi di ritorno da Amalfi, si stabilirono in quest'area fondando la prima comunità francescana in città, creando un ospizio. Nel 1283, le clarisse fondarono in quest'area il Monastero di Santa Chiara, qualche anno prima i monaci del convento di Sant'Antonio donarono il loro ospizio dopo una frana che distrusse il monastero.
Dal 1851 è parte di Nocera Inferiore.
Nella zona sorse anche l'Ospedale Santa Elisabetta, oggi adibito a struttura amministrativa sanitaria.
Dagli anni cinquanta la zona ha subito un enorme implemento edilizio e demografico, sviluppandosi verso l'aree di Via Napoli (da cui è divisa da un cavalcavia) ed i confini con Pagani. Negli anni sessanta fu costruita la chiesa dedicata a Maria Immacolata.
A partire dall'inizio degli anni 2000, il rione, come tutti gli altri nell'area del Corso vecchio, è stato oggetto di un'imponente opera di recupero da parte dell'amministrazione locale.

## La Chiesa di Maria Immacolata ed il Monastero di Santa Chiara
Costruita negli anni sessanta del XX secolo, la Chiesa di Maria Immacolata si trova in un ampio piazzale a ridosso della linea ferroviaria, la struttura esterna è formata da varie costole parallele e da una copertura a vela rivestita in lamine di rame. Dall’atrio si accede poi all’aula principale separata da una navata laterale, composta da una serie di setti. Alle spalle del presbiterio ci sono la sagrestia e gli spazi di servizio. Nel 2011 i fedeli del luogo hanno contribuito al restauro della struttura con la realizzazione di opere in legno e di nuovi banchi a ventaglio. Il controporta, invece, conserva nella parte superiore le originali vetrate su cui c'è una M (ad indicare il nome di Maria), mentre nella parte inferiore la vetrata è stata totalmente rinnovata.
Per la sua particolare conformazione, la struttura è nota ai nocerini come la Chiesa a Barca.

### Monastero di Santa Chiara

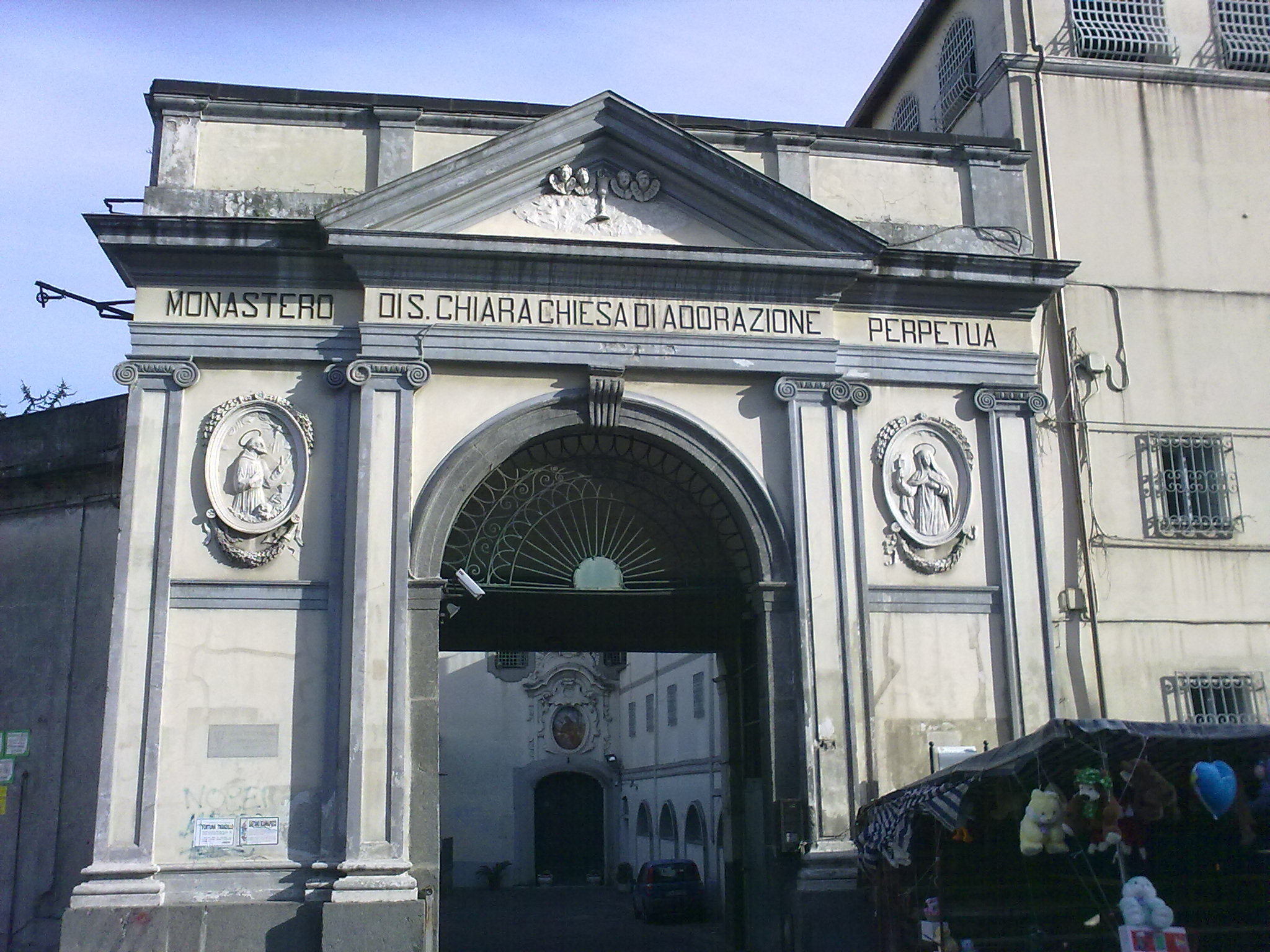
Facciata del monastero

Fu fondato dalle Monache clarisse nel 1283. Inizialmente alle falde della collina di San Pantaleone, ma fu distrutto da una frana a pochi anni dopo la sua apertura.
Le monache salvatesi furono ospitate presso il non lontano ospizio dei frati minori conventuali del convento di Sant'Antonio, che misero, poi, a loro totale disposizione l'ospizio per la ricostituzione del convento, dove la struttura si colloca ancora oggi.

## Strutture
- Sala museale pertinente alla Stazione di Nocera Inferiore, ex Dopolavoro Ferroviario.
- Una Sala museale, contenente reperti relativi al monastero, è insita al convento di Santa Chiara.
- Plesso elementare appartenente al IV Circolo Didattico, noto come Santa Chiara.

## Infrastrutture e trasporti
Sorta a ridosso della Stazione di Nocera Inferiore e della linea ferroviaria, la zona è posta in un crocevia che collega le città di Nocera Inferiore e Pagani, parte dell'abitato è una zona a traffico limitato.

## Curiosità
Ogni 1º maggio, nella piazzetta del rione, sita a ridosso dell'attuale stazione ferroviaria condivisa col Casale Nuovo, si tiene il tradizionale Albero della cuccagna o Palo e' sapone.
Nel mese di settembre un'associazione culturale e sportiva del rione, in collaborazione col Centro Sportivo Italiano, la Cassa di Risparmio Salernitana ed il comune di Nocera Inferiore, organizza una giornata culturale e sportiva che coinvolge tutti gli abitanti dell'area, partendo da una suggestiva gara podistica, alla degustazione di piatti tipici locali e musiche tradizionali.